# وانفانگ
وانفانگ (انگلیسی: Wanfang؛ زادهٔ ۶ ژوئیهٔ ۱۹۶۷) خواننده، بازیگر، بازیگر تلویزیون، و بازیگر سینما اهل تایوان است. وی از سال ۱۹۹۰ میلادی تاکنون مشغول فعالیت بوده است.